# 목포청호중학교
목포청호중학교(木浦靑湖中學校)는 대한민국 전라남도 목포시 연산동에 위치한 공립 중학교이다.

## 학교 연혁
- 1971년 1월 25일 : 목포청호중학교 설립인가
- 1971년 3월 9일 : 개교 및 입학식 (24학급)
- 2018년 3월 2일 : 현 교사(목포시 연산백련로 31번길 15)로 이설
- 2023년 9월 1일 : 박재영 교장 부임
- 2025년 2월 7일 : 제52회 졸업(115명) 총 17,037명 졸업
- 2025년 3월 4일 : 신입생 118명 입학

## 참고 자료
- 목포청호중학교 - 한국교육학술정보원 학교알리미